# Dasht-e Māzeh
Dasht-e Māzeh (persiska: دشت مازه) är en ort i Iran.   Den ligger i provinsen Kohgiluyeh och Buyer Ahmad, i den centrala delen av landet, 500 km söder om huvudstaden Teheran. Dasht-e Māzeh ligger 900 meter över havet och antalet invånare är 328.
Terrängen runt Dasht-e Māzeh är varierad.Runt Dasht-e Māzeh är det ganska glesbefolkat, med 47 invånare per kvadratkilometer. Närmaste större samhälle är Dehdasht, 7,6 km söder om Dasht-e Māzeh. Omgivningarna runt Dasht-e Māzeh är i huvudsak ett öppet busklandskap.